# La lunga marcia (romanzo)
La lunga marcia (The Long Walk) è un romanzo distopico scritto da Stephen King pubblicato sotto lo pseudonimo di Richard Bachman.

## Storia editoriale
Fu incluso nella collezione The Bachman Books dopo che King rivelò pubblicamente di essere Bachman. Ambientato in un presente alternativo, la trama si svolge intorno ai partecipanti a una terrificante gara di marcia, organizzata annualmente in una versione distopica degli Stati Uniti d'America. Le differenze tra questi USA ed i nostri sono vaghe, ma sembrerebbero indicare che sono stati battuti nella seconda guerra mondiale.
Pur non essendo il primo romanzo di King a essere pubblicato, La lunga marcia fu il primo da lui scritto, avendolo cominciato nel 1966/67 durante il suo primo anno alla University of Maine e cioè otto anni prima che Carrie (il suo primo) fosse pubblicato. Il romanzo esce in Italia per la prima volta il 21 luglio 1985 nella collana fantascientifica Urania (n. 1001).

## Trama
Cento ragazzi, selezionati a caso dopo una serie di prove pre-selettive, vengono scelti per partecipare a una gara annuale di marcia, denominata vagamente come "La Lunga Marcia". Principale regola della gara è mantenere un'andatura di almeno 4 miglia (6 chilometri) l'ora: ogni qual volta il partecipante rallenta il passo, riceve un'ammonizione. Dopo la prima ammonizione, se il concorrente, entro trenta secondi, non riprende l'andatura corretta, riceve una seconda ammonizione; analogamente ottiene una terza e ultima ammonizione, in seguito alla quale, trascorsi i trenta secondi senza aver ripreso il ritmo, il partecipante viene fucilato sul posto da dei soldati che, a bordo di un cingolato, seguono la gara. Una singola ammonizione può essere cancellata marciando per un'ora senza ricevere altri richiami.
Altre regole vengono apprese nel corso del racconto; così per esempio si scopre che sono concessi tutti i tipi di contatto fisico tra i partecipanti quali pacche sulle spalle o strette di mano o altre manifestazioni di affetto o solidarietà; anche i contatti con il pubblico son consentiti purché il concorrente rimanga all'interno della "strada"; il pubblico inoltre non può invadere la carreggiata di marcia né a piedi né con autoveicoli. A nessun concorrente è consentito abbandonare la strada né interferire con l'operato dei soldati o spingere o sgambettare un avversario. Il danno recato a un avversario può essere sanzionato con un'ammonizione (ad entrambi i concorrenti), ogni altra trasgressione, anche ad opera del pubblico, è perseguibile con la fucilazione immediata. Infine, per sopportare i giorni di marcia ininterrotta, ai concorrenti vengono forniti, ogni 24 ore, cinturoni contenenti tubetti di alimenti concentrati che ogni partecipante può gestire come crede. Per quanto riguarda l'acqua, quando un concorrente termina una borraccia ne può ricevere, a richiesta, immediatamente un'altra, senza limiti.
L'ambientazione è il Maine ma il contesto storico è frutto di fantasia, in un'America che ha subito una deriva totalitaria (non spiegata, ma solo accennata) e nella quale vige un regime dittatoriale di stampo militare. L'evento della Lunga Marcia è organizzato e gestito da una persona nota come "Il Maggiore". La gente segue la marcia nella speranza di veder eliminati dei concorrenti o per poter raccogliere "souvenir" (pezzi di scarpe rotte, borracce, perfino escrementi) di concorrenti che dopo pochi chilometri potrebbero essere eliminati.
La marcia viene realizzata a partire dal confine del Maine ed il Canada fino alla costa Est degli Stati Uniti con tappa finale a Boston, sebbene il traguardo non venga praticamente mai raggiunto nelle diverse edizioni in quanto la marcia si conclude quando rimane un unico partecipante, ovvero quando tutti gli altri 99 sono stati eliminati. 
Al vincitore viene assegnato tutto ciò che desidera per il resto della sua vita. 
Protagonista del romanzo è Ray Garraty, un sedicenne. Vedendo morire tutti gli altri 99 partecipanti, con alcuni dei quali ha stretto forti legami d'amicizia durante la marcia, subisce alla fine della stessa un crollo nervoso, dovuto anche alla morte di Stebbins, ambiguo concorrente e figlio illegittimo del Maggiore (come si apprende per bocca dello stesso ragazzo verso la fine della storia, poche ore prima che egli muoia). Alla fine del romanzo, Ray crede di vedere una figura scura che lo chiama da lontano: credendo che vi sia ancora qualcuno in gara, continua a camminare, fino a quando il Maggiore non lo ferma. Nelle ultime righe, si legge che Ray ha trovato la forza di correre per provare a raggiungere la figura scura.
Il finale, come in molti altri romanzi di Stephen King, rimane dunque in sospeso.

## Edizioni
- Stephen King, La lunga marcia, traduzione di Beata Della Frattina, collana Oscar Mondadori, Arnoldo Mondadori Editore, 1989, ISBN 88-04-32674-3.
- Stephen King, La lunga marcia, traduzione di Beata della Frattina, Sperling Paperback, Sperling & Kupfer, 2004, ISBN 88-8274-482-5.